# Нифонт (Солодуха)
Митрополит Ни́фонт (в миру Василий Андреевич Солодуха; 5 октября 1948, село Галина Воля, Волынская область — 22 марта 2017, Луцк) — епископ Украинской православной церкви (Московского патриархата), митрополит Волынский и Луцкий.

## Биография
Родился в крестьянской семье. Родители умерли, когда он был в младенческом возрасте, его воспитывала бабушка, глубоко верующая, а после её смерти — тётка.
В 1963 году окончил восьмилетнюю школу. В 1963—1967 годах работал в колхозе, с 1967 по 1969 год служил в Советской армии в Новгороде. В 1969—1970 годах работал в железнодорожном депо города Бреста.
С 1970 по 1974 год учился в Московской духовной семинарии. Во время учёбы в семинарии был иподиаконом у патриарха Московского и всея Руси Пимена. Духовником студента был Иоанн (Маслов). 20 марта 1974 года принял монашеский постриг с именем Нифонт в честь святого Нифонта, епископа Новгородского. В 1974 году принял сан иеродиакона. В том же году был зачислен в Московскую духовную академию, которую окончил в 1979 году.
В 1977 году был рукоположён в сан иеромонаха и направлен служить в Волынскую епархию. 18 марта 1977 года назначен настоятелем Троицкого храма в селе Рудка-Козинская Волынской области.
В 1988 году был возведён в сан архимандрита, а в 1989 году — назначен благочинным Рожищенского округа Владимир-Волынской епархии.

### Архиерейство
31 марта 1990 года состоялась хиротония архимандрита Нифонта во епископа Хмельницкого и Каменец-Подольского. За два года служения владыка освятил более двухсот храмов.
25 августа 1992 года Нифонт был переведён на Волынскую кафедру. В это время все храмы Луцка, кроме Свято-Покровской церкви, были заняты сторонниками «Киевского патриархата», захвачены кафедральный Свято-Троицкий собор, епархиальное управление и помещения Волынской духовной семинарии. Полтора года после назначения Нифонта в Луцк местные власти отказывали владыке в прописке в этом городе, называя епископа Нифонта, коренного волынянина, «московским попом».
28 июля 1993 года возведён в сан архиепископа.
Несмотря на нападения членов «Руха» и сторонников Киевского патриархата на Свято-Покровскую церковь и на Волынскую семинарию, владыке удалось обеспечить обучение студентов; к 2005 году в Луцке действовали уже 18 общин УПЦ, к 2006 году митрополит Нифонт рукоположил более трёхсот священнослужителей.
С 11 апреля 2000 года — митрополит Луцкий и Волынский.
В 2005 году Волынская епархия УПЦ с его благословения и за счёт епархии и жертвователей издала Евангелие на украинском языке. Были изданы и первый на Украине «Закон Божий» для детей на украинском языке, «Новый Завет», молитвослов для незрячих, а также осуществлено факсимильные издания Луцких Псалтири и Евангелия XIV века, оригиналы которых хранятся не на Украине.
20 июля 2012 года титул изменён на Волынский и Луцкий.
Высказывался против полного отделения УПЦ (МП) от Русской православной церкви, поскольку, по его мнению, идея автокефалии дискредитирована церковным расколом и может привести к новому расколу.
Преподавал студентам Волынской духовной семинарии сектоведение.
28 августа 2014 года митрополитом Киевским и всея Украины Онуфрием награждён правом ношения второй панагии.
18 октября 2016 года освобождён от управления епархией по состоянию здоровья.
Отпевание состоялось 24 марта 2017 года на площади перед Покровским кафедральным храмом Луцка. В тот же день был похоронен в родном селе Галина Воля, согласно воле почившего.

## Награды
церковные
- Орден преподобных Антония и Феодосия Киево-Печерских II степени (1998)[5]
- Орден святого благоверного князя Даниила Московского II степени (1998)[5]
- Орден святого равноапостольного князя Владимира III степени (УПЦ; 1999)[5]
- Орден «Рождество Христово — 2000» I степени (УПЦ; 2000)[5]
- Орден преподобного Сергия Радонежского II степени (2003)[5]
- Орден святого равноапостольного князя Владимира I—II ст. (2003)
- Орден преподобного Нестора Летописца II степени (УПЦ; 2006);
- Орден святой равноапостольной Марии Магдалины II степени Польской Православной Церкви (2008)
- Орден святых Кирилла и Мефодия I степени Православной Церкви Чешских земель и Словакии (2008)
- орден святителя Алексия Московского III степени (2008)
- орден святого апостола Иоанна Богослова I степени (2008)
- Могила митрополита Нифонта (Солодуха)Орден преподобного Серафима Саровского II степени (2013)[14]

Прочие
- Украинские государственные ордена «За заслуги» II и III степени[5]
- Орден «Казацкая слава» I степени[5]